# Skogsbergia costai
Skogsbergia costai är en kräftdjursart som beskrevs av Louis S. Kornicker 1974. Skogsbergia costai ingår i släktet Skogsbergia och familjen Cypridinidae. Inga underarter finns listade i Catalogue of Life.